# Išimbaj
Išimbaj (rusky Ишимбай; baškirsky Ишембай) je město v Ruské federaci, v republice Baškortostán, 166 km od Ufy. Išimbaj leží na řekách Bělá a Tajruk.
V roce 2008 dosáhl počet obyvatel 74 300.
Statut města získala Išimbaj v roce 1940.